# 圣母岛
圣母岛（法語：Île Notre-Dame）是圣劳伦斯河的一个人工岛，位于加拿大魁北克省蒙特利尔，圣海伦岛以东，圣劳伦斯海道和南岸的圣兰伯特市以西。它与圣海伦岛一起组成让-德拉波公园，是霍奇拉加群岛的一部分。在西南侧，该岛与分隔航道和拉欣急流的堤坝相连。
每年夏天，这里的吉尔·维伦纽夫赛道都会举办一级方程式赛车的加拿大大奖赛。

## 历史
圣母岛是为1967年世界博览会及庆祝加拿大建国百年诞辰而建，在1965年用10个月时间建造，使用了修建蒙特利尔地铁时挖掘出来的1500万吨岩石。
1975年，几乎所有剩余的67年世博会展馆都被拆除，为蒙特利尔1976年夏季奥运会的赛艇和皮划艇场地让路。这里仍然是北美最大的人工划艇场地。原法国馆和魁北克馆已改建为蒙特利尔赌场，是魁北克政府拥有和经营的大型赌博机构。加拿大馆现在是让-德拉波公园的管理机构所在地。
位于该岛西端的公园区有一个小湖，整个夏天都开放沙滩，供游泳、排球和船只租赁。自67年世博会以来的几十年里，蒙特利尔市用植物和树木点缀了该岛，使得它看起来不那么人工。
1980年，该岛的绿化和美化加速，当时这里主办国际花卉展，这是一次园艺展览和竞赛，汇集了来自几十个国家的植物杰作。从春天到秋天，这些宏伟的花园今天仍然可以进入， 花园占地25公頃（62英畝），由让-德拉波公园的园丁团队布置。此外，该岛的泻湖形成的微气候，使得通常不适应蒙特利尔寒冷气候的植物也能在此生长。
公园在1986年举办了世界皮划艇竞速锦标赛。

## 淡季
在秋季和春季，圣母岛的游客主要是赌场的赌徒，以及奥林匹克赛道的皮划艇划艇者。在冬季最冷的季节，溜冰者利用赛艇赛道作为溜冰场。每年冬季的蒙特利尔冰雪节（La Fête des Neiges de Montréal），工人清除冰面的积雪。然而，溜冰场位于圣海伦岛，靠近地铁尚达坡站。越野滑雪和雪鞋运动者也会游览该地区。

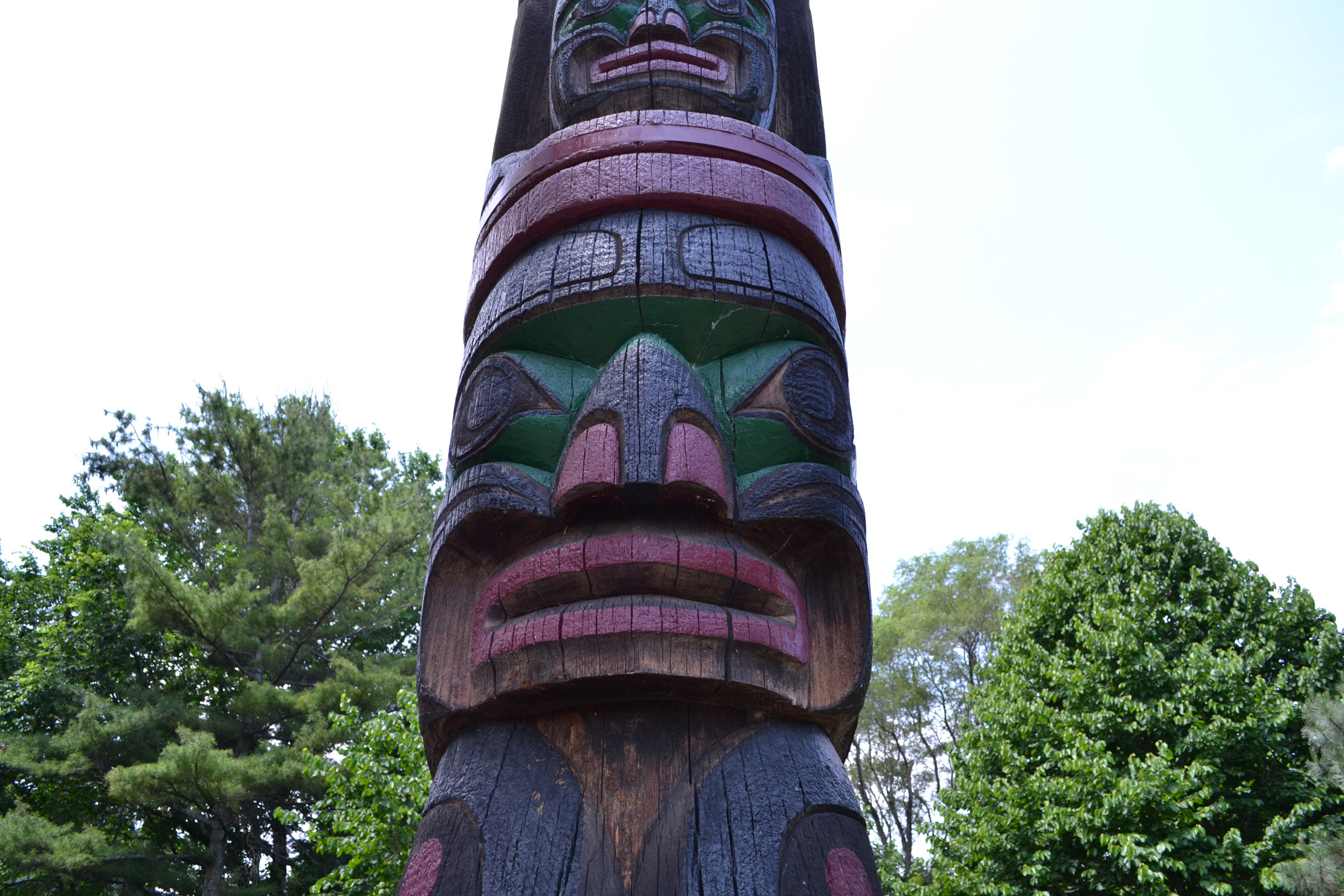
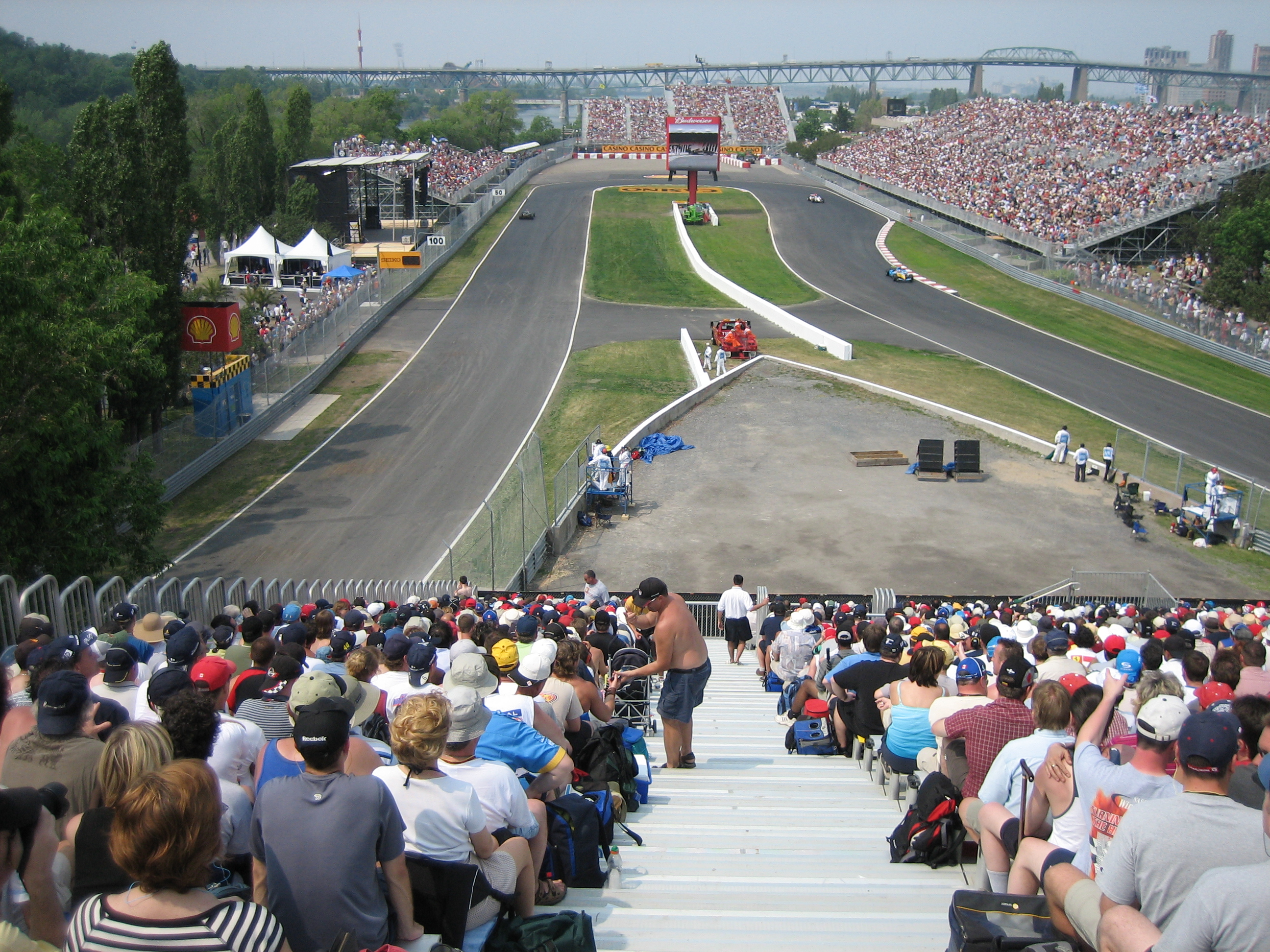
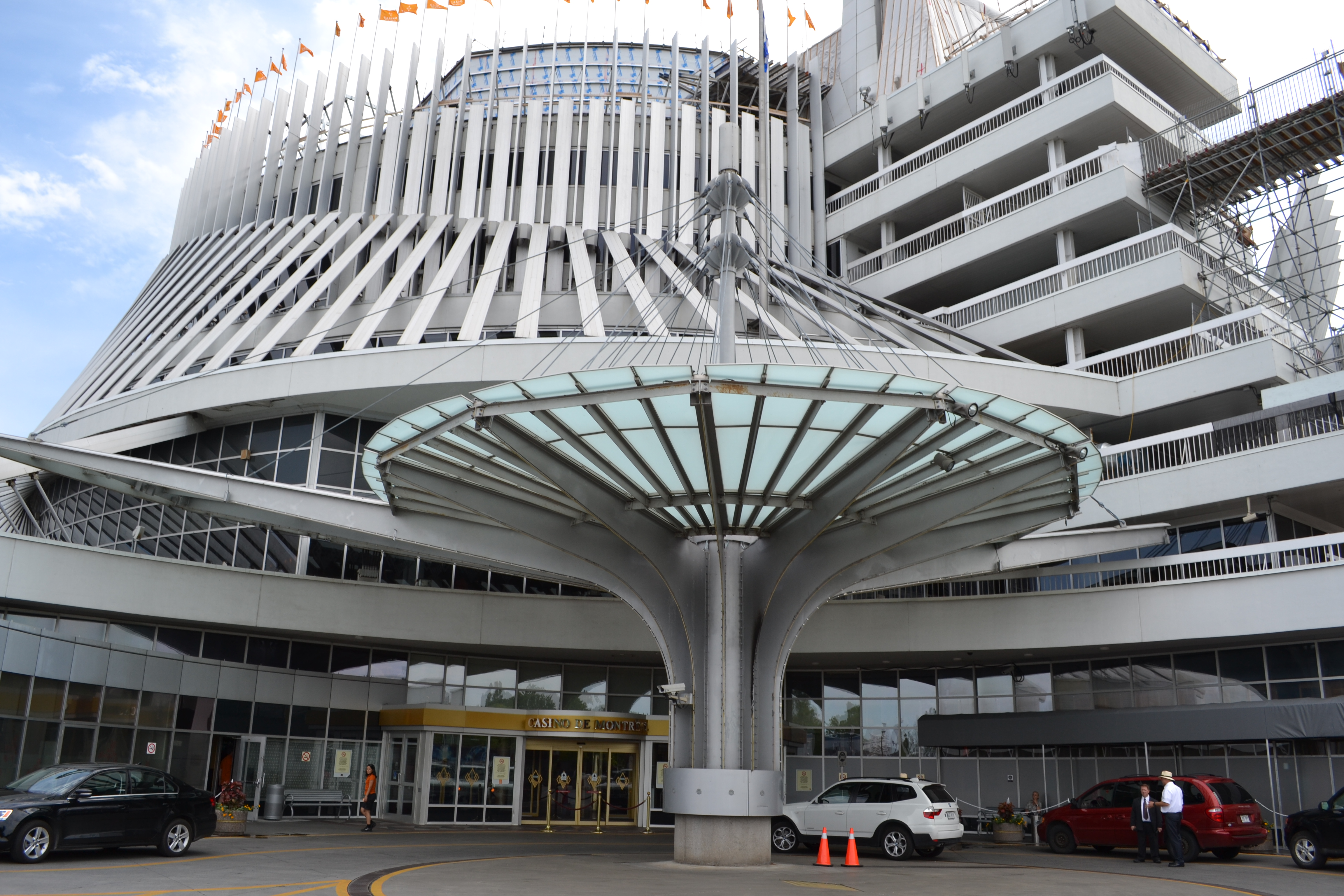
赌场
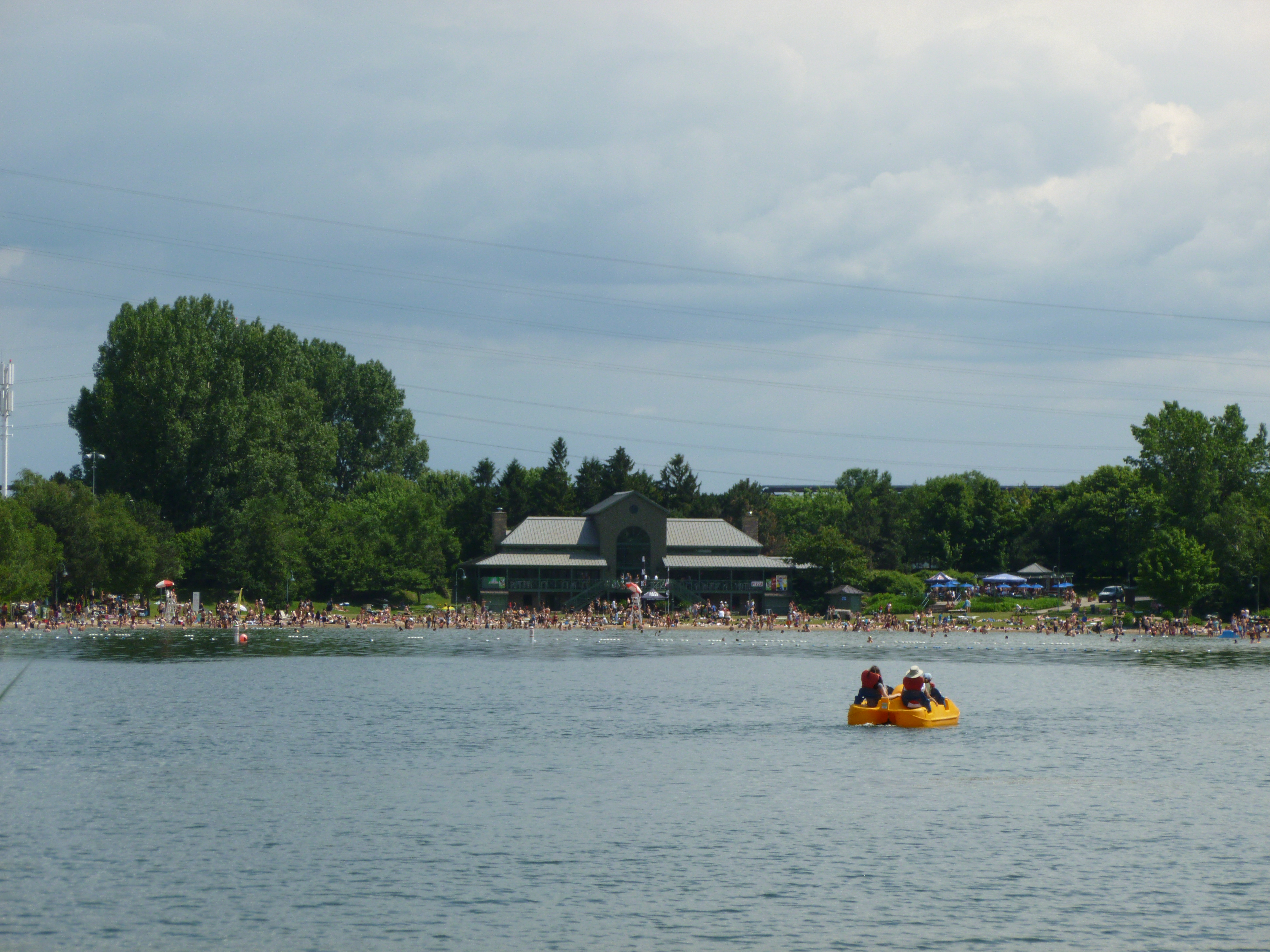
沙滩
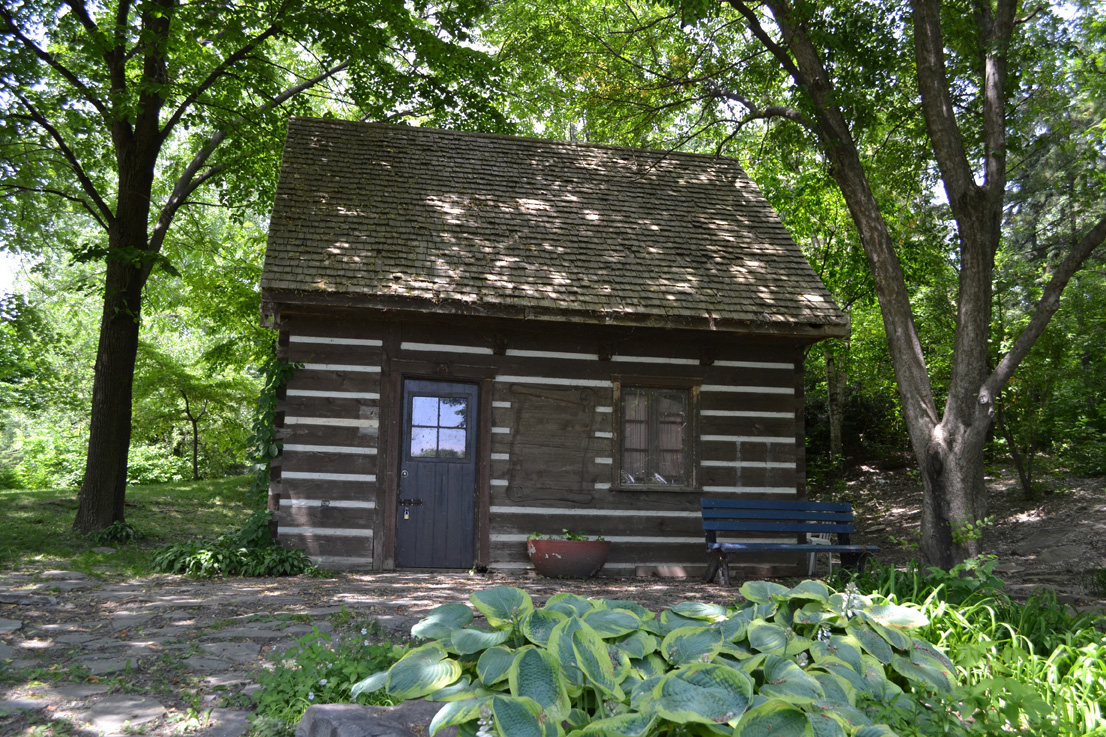